# Fukušima-Imamači
Fukušima-Imamači (japonsky 福島今町駅, Fukušima-Imamači-eki) je neobsazená železniční stanice společnosti JR Kjúšú na trati Ničinan. Zastavují zde osobní i spěšné vlaky.